# Episodi di Faber l'investigatore (seconda stagione)
La seconda stagione della serie televisiva Faber l'investigatore è stata trasmessa in anteprima in Germania da ARD tra il 3 gennaio 1988 e il 13 giugno 1988.
| nº | Titolo originale    | Titolo italiano | Prima TV Germania | Prima TV Italia |
| -- | ------------------- | --------------- | ----------------- | --------------- |
| 0  | Im Zwielicht        |                 | 3 gennaio 1988    |                 |
| 1  | Der kleine Bruder   |                 | 4 gennaio 1988    |                 |
| 2  | Über dem Abgrund    |                 | 11 gennaio 1988   |                 |
| 3  | Glückliche Zeiten   |                 | 18 gennaio 1988   |                 |
| 4  | Der Favorit         |                 | 25 gennaio 1988   |                 |
| 5  | Drücker             |                 | 1º febbraio 1988  |                 |
| 6  | Kollegentausch      |                 | 8 febbraio 1988   |                 |
| 7  | Intriganten         |                 | 15 febbraio 1988  |                 |
| 8  | Tommys großer Coup  |                 | 22 febbraio 1988  |                 |
| 9  | Karasek             |                 | 29 febbraio 1988  |                 |
| 10 | Karl der Große      |                 | 7 marzo 1988      |                 |
| 11 | Der Zeuge           |                 | 14 marzo 1988     |                 |
| 12 | Der Clan            |                 | 21 marzo 1988     |                 |
| 13 | Kalte Fracht        |                 | 28 marzo 1988     |                 |
| 14 | Alleingang          |                 | 11 aprile 1988    |                 |
| 15 | Nordend             |                 | 18 aprile 1988    |                 |
| 16 | König der Verlierer |                 | 25 aprile 1988    |                 |
| 17 | Ernst kommt raus    |                 | 2 maggio 1988     |                 |
| 18 | Hendriks Alleingang |                 | 9 maggio 1988     |                 |
| 19 | Dieb ohne Beute     |                 | 16 maggio 1988    |                 |
| 20 | Familienbande       |                 | 30 maggio 1988    |                 |
| 21 | Der Fighter         |                 | 6 giugno 1988     |                 |
| 22 | Tag der offenen Tür |                 | 13 giugno 1988    |                 |